# Benkő Imre (fotográfus)
Benkő Imre (Kispest, 1943. február 17. –) Kossuth-díjas magyar fotográfus fotóriporter, egyetemi előadó.

## Életpályája
Szülei Benkő Imre és Laznicsek Gizella. 1957–1961 között Ajkán volt gimnazista. 1961–1963 között Budapesten volt ipari tanuló. 1963-tól készít fényképeket. 1968–1986 között a Magyar Távirati Iroda Fotószerkesztőségének fotóriporter gyakornoka, majd fotóriportere volt. 1969–1971 között a MÚOSZ Újságíró Iskola fotóriporter szakos hallgatója volt. 1973-tól tagja a Magyar Fotóművészek Szövetségének. 1977–1980 között a Fiatal Fotóművészek Stúdiója alapító tagja volt. 1986–1990 között a Képes 7 főmunkatársa, 1988–2000 között a dokumentarista fotográfia óraadó tanára volt a Magyar Iparművészeti Egyetemen. 1993 óta szabadfoglalkozású.

## Magánélete
1965-ben házasságot kötött Györgyjakab Juliannával. Két fiuk született: Zsolt (1967) és András (1974).

## Kiállításai

### Egyéni
- 1983, 1986, 1990, 1998, 2002–2005, 2007, 2010 Budapest
- 1985 Havanna
- 1989 Ajka
- 1990, 1993 Ózd
- 1997 Prága, Berlin, Pozsony
- 2005 Kaposvár
- 2023 Budapest, Mai Manó Ház-Városliget 1969-2023.

### Csoportos
- 1968, 1978, 1981–1983, 1989, 1991, 1998, 2003, 2008–2009 Budapest
- 1974, 1977–1978 Gyula
- 1975, 1987 Amszterdam
- 1996 Pozsony
- 1999 New York
- 2001 Pécs
- 2005 Tatabánya

## Fotói
- Kálvin tér (1970)
- Radics Béla (1970)
- Mozgólépcső (1977)
- Havanna lakótelep (1981, 1989)
- Luxus Áruház (1982)
- Pataky Művelődési Központ (1982)
- Váci út (1982)
- Gubacsi út (1983)
- Nyár utca (1984)
- Dob utca (1984)
- Rákóczi út (1985)
- Kőbányai Sörgyár (1985)
- Felszabadulás tér (1986)
- Lukács fürdő (1987)
- Bástya mozi (1988)
- Párizsi udvar (1988)
- Lenin körút (1988)
- Szív utca (1988)
- Hársfa utca (1989)
- Mátra mozi (1989)
- Népszínház utca (1989)
- Műszakváltás (1989)
- Teréz körút (1990)
- Kohóbontás (1994)
- Hajógyári-sziget (1998–1999, 2003)
- Roosevelt tér (2011)

## Könyvei
- Állami Balett Intézet; szerk. Manhercz Károly, fotó Benkő Imre, Horváth Éva; Állami Balett Intézet, Budapest, 1981
- Németh László–Latinovits Zoltán: Győzelem. Szövegek, legendák, dokumentumok; gyűjt., szerk., tanulmány, jegyz. Szigethy Gábor, fotó Benkő Imre; Országos Színháztörténeti Múzeum és Intézet, Budapest, 1991
- Acélváros. Ózd, 1987–1995. Fotóesszé / Steel town. Photo essay; angolra ford. László Zsófia; Pelikán, Budapest, 1996
- Tekodema Fotográfiai Csoport. Telek Balázs, Kóczán Gábor, Demeter Ádám, Major Lajos / Tekodema Photographic Group; Tekodema Fotográfiai Csoport, Eger, 1998
- Szürke fények. Budapest, 1970–1999. Fotóesszé / Grey lights. Photo essay; előszó Végh Alpár Sándor; 9s Műhely, Budapest, 1999
- Blues. Budapest, 2000–2003; Városháza, Budapest, 2003
- Arcok. Sziget Fesztivál. Hajógyári-sziget, Budapest, 1993–2002. Fotóesszé / Faces. Sziget (Island) Festival. Shipyard Island, Budapest, 1993–2002. Photo essay; Fotografus.hu–Alapítvány a Magyar Fotográfiáért, Budapest, 2003
- Utak. Fotóesszé / Ways. Photo essay; előszó Palotai János; Benkő Imre, Budapest, 2004
- Arcok. Budapest, 1993–2004, Hajógyári-sziget. Csokonai Galéria, Kaposvár, 2005. május 2-től május 20-ig; Kaposvári Egyetem Művészeti Főiskolai Kar, Kaposvár, 2005 (A fotóriporter és képszerkesztő szak kiállítási katalógusai, 4.)
- Ikrek / Twins, 1982–2008; előszó Baki Péter, Métneki Júlia; Magyar Fotográfiai Múzeum, Budapest, 2009
- Horizon. Panoráma fotóesszé. Panoramic photo essay. 1997–2015; Magyar Fotóművészek Szövetsége, Budapest, 2015
- Acél-mű. Ózd, 1986–2016. Fotóesszé; Benkő Imre Fotóarchív, Budapest, 2017

## Díjai
- World Press Photo arany- és ezüstérme (1975)
- World Press Photo aranyérme (Amszterdam) (1978)
- Interpress Photo aranyérme (Ulánbátor) (1981)
- Balázs Béla-díj (1981)
- Alekszandr Rodcsenko-díj (Damaszkusz) (1983)
- Kassák Lajos művészeti ösztöndíjas (1988–1989)
- Joseph Pulitzer-emlékdíj (1991)
- W. Eugene Smith-alap ösztöndíjas (1992)
- Magyar Fotográfiai Nagydíj (2004)
- Érdemes művész (2004)
- Kiváló művész (2016)
- Prima Primissima díj (2016)
- Kossuth-díj (2025)[3]